# گزخت
گزخت روستایی در دهستان زیرکوه بخش مرکزی شهرستان زیرکوه استان خراسان جنوبی ایران است. بر پایه سرشماری عمومی نفوس و مسکن در سال ۱۳۹۰ جمعیت این روستا ۸۲۸ نفر (در ۲۰۷ خانوار) بوده است.
شما میتوانید عکس های این روستای در پیج اینستاگرام @galleri_gozokhtببینید